# Dekanat Nowe Miasto nad Pilicą
Dekanat Nowe Miasto nad Pilicą – jeden z 21 dekanatów diecezji łowickiej.
W skład dekanatu wchodzą następujące parafie:
- Parafia św. Stanisława Biskupa w Lewinie
- Parafia Przemienienia Pańskiego w Lubanii
- Parafia św. Jana Chrzciciela w Łęgonicach
- Parafia Opieki Matki Bożej Bolesnej w Nowym Mieście nad Pilicą
- Parafia św. Katarzyny w Rzeczycy
- Parafia św. Mikołaja Biskupa w Żdżarach

Dziekan dekanatu Nowe Miasto nad Pilicą
- ks. Mariusz Zembrzuski – proboszcz w parafii Opieki Matki Bożej Bolesnej w Nowym Mieście nad Pilicą

Wicedziekan
- ks. Krzysztof Białkowski – proboszcz w parafii św. Mikołaja Biskupa w Żdżarach

Ojciec duchowny
- o. Krzysztof Lewandowski OFMCap